# Oreopsyche ardanazi
Oreopsyche ardanazi är en fjärilsart som beskrevs av Ramon Agenjo Cecilia 1954. Oreopsyche ardanazi ingår i släktet Oreopsyche och familjen säckspinnare. Inga underarter finns listade i Catalogue of Life.